# Agustí Radas
Agustí Radas fou un militar català del segle xvii.
Durant la batalla de Montjuïc del 1641 durant la guerra dels Segadors, com a capità de les forces que defensaren el convent i el santuari de Santa Madrona disparant terra, pedres i metralla metàl·lica pels canons sorrers holandesos, sobre les tropes hispàniques que no duien escales ni artilleria.